# Chalida Sjtsjegolejeva
Chalida Sjtsjegolejeva (Russisch: Халида Щеголеева, Engels: Khalida Shchegoleyeva) (7 maart 1933) is een schaatsster uit de Sovjet-Unie. Ze won de wereldkampioenschappen 1953 en reed een nieuw wereldrecord op de 1500 meter.

## Resultaten

### Wereldkampioenschappen
| Jaar | Plaats      | Resultaten  |
| ---- | ----------- | ----------- |
| 1953 | Lillehammar | Allround    |
| 1954 | Östersund   | 5e Allround |

### Wereldrecord
| Afstand    | Tijd   | Datum           | Plaats |
| ---------- | ------ | --------------- | ------ |
| 1500 meter | 2.25,5 | 30 januari 1953 | Medeu  |

### USSR kampioenschappen
| Jaar | Allround |
| ---- | -------- |
| 1953 | Zilver   |
| 1954 | 6e       |

## Persoonlijke records
| Afstand    | Tijd    | Datum           | Baan     |
| ---------- | ------- | --------------- | -------- |
| 500 meter  | 48,20   | 20 januari 1954 | Alma-Ata |
| 1000 meter | 1.36,30 | 20 januari 1954 | Alma-Ata |
| 1500 meter | 2.25,50 | 30 januari 1953 | Alma-Ata |
| 3000 meter | 5.09,20 | 19 januari 1954 | Alma-Ata |
| 5000 meter | 9.06,80 | 26 januari 1953 | Alma-Ata |